# Ghiaccio blu (film)
Ghiaccio Blu (Blue Ice) è un film del 1992 diretto da Russell Mulcahy e interpretato da Michael Caine e Sean Young. Il film è basato su una serie di romanzi di spionaggio dello scrittore britannico Ted Allbeury, come in particolare si denota dal protagonista, Harry Anders, formalmente ispirato al personaggio di Tad Anders, che compare nei romanzi Snowball, Palomino Blonde e The Judas Factor.

## Trama
L'ex agente segreto Harry Anders è costretto ad abbandonare la nuova vita che intendeva condurre nel Jazz Club di cui è proprietario, per rientrare in scena e immergersi nuovamente nel mondo dello spionaggio e del traffico d'armi. A spingerlo verso una simile risoluzione è la bella Stacy Mansford, moglie dell'ambasciatore americano, con la quale Harry intraprende una movimentata relazione. Allo stesso tempo, soccombendo alle suppliche di Stacy, si mette sulle tracce del suo ex amante, scomparso dopo averle dettato al telefono strane sigle. Il veterano Harry Anders per risolvere il caso fa leva sulle conoscenze acquisite in servizio a Scotland Yard, ma da sole certo non bastano per sopperire a un frenetico precipitare degli eventi, che trasforma una semplice caccia all'uomo in una vera e propria sfida per la sopravvivenza.